# 格雷黃魴鮄
格雷黃魴鮄，為輻鰭魚綱鮋形目牛尾魚亞目黃魴鮄科的其中一種，分布於中西大西洋海域，棲息深度可達165公尺，為底棲性魚類，屬肉食性，生活習性不明。

## 擴展閱讀
維基物種上的相關：格雷黃魴鮄